# Червенци
Червенци (болг. Червенци) — село в Болгарии. Находится в Варненской области, входит в общину Вылчи-Дол. Население составляет 618 человек.

## Политическая ситуация
В местном кметстве Червенци, в состав которого входит Червенци, должность кмета (старосты) исполняет Николинка  Великова Пейчева (Политическое движение социал-демократов (ПДСД)) по результатам выборов правления кметства.
Кмет (мэр) общины Вылчи-Дол — Веселин Янчев Василев (независимый) по результатам выборов в правление общины.